# アンバンジャ
アンバンジャ（Ambanja）は、マダガスカルの都市。マダガスカル北部の海岸に位置し、モザンビーク海峡に面する港町である。アンバンジャ県の県都で、アンツィラナナ州のディアナ地域圏に属する。人口は6万321人（2018年）。
アンバンジャには初等から高等教育機関までが存在し、またアンバンジャ空港や港も存在する。裁判所や港もある。
アンバンジャの労働人口の60%は農業に従事している。2%は牧畜に従事している。この土地で最も重要な作物はココアの栽培で、次いでコーヒーと米、バニラの生産が重要である。商工業従事者は労働人口の26%で、10%が漁業に従事している。